# Benninger Hostienwunder

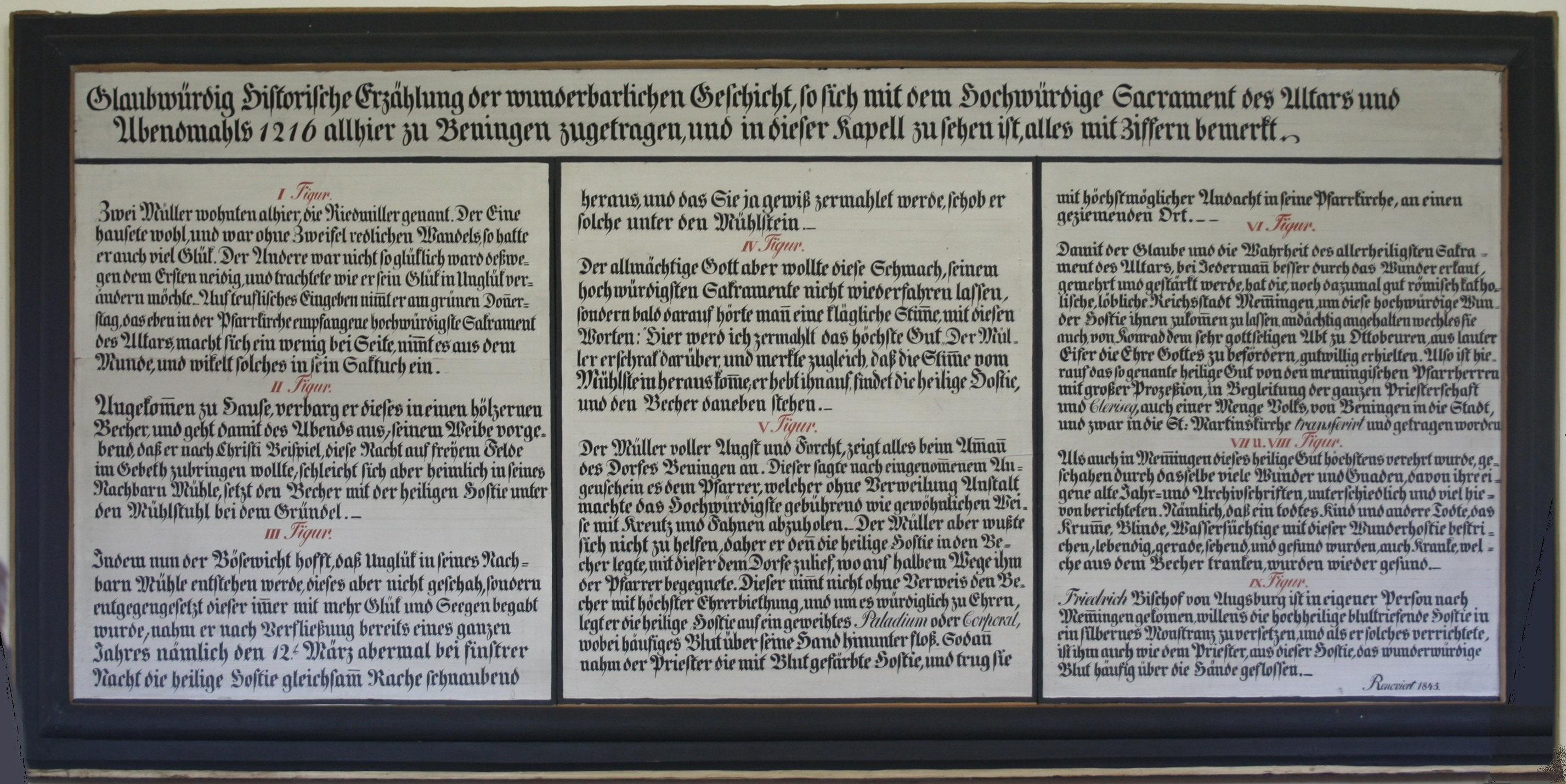
Das wundersame Hostienwunder zu Benningen

Das Benninger Hostienwunder ist eine historische Erzählung einer Begebenheit, die sich 1216 im oberschwäbischen Benningen bei Memmingen zugetragen haben soll. Durch die wundersame Hostie wurde St. Martin in Memmingen zur Wallfahrtskirche. 1466 wurde der Hostie die Anerkennung als Altarsakrament aberkannt, da sie zum großen Teil zerfallen war. In der Reformationszeit sollen die Reste der Hostie an unbekannter Stelle in die Mauern von St. Martin eingefügt worden sein.

## Erzählung
Die Erzählung ist so auf Öl in der Riedkapelle niedergeschrieben:

### I. Figur
Zwei Müller wohnten alhier, die Riedmüller genannt. Der Eine hauste wohl und war ohne Zweifel redlichen Wandels, so hatte er auch viel Glück. Der Andere war nicht so glücklich, ward deßwegen dem ersten neidig und trachtete wie er sein Glück in Unglück verändern möchte. Auf teuflisches Eingeben nimt er am grünen Donnerstag, das eben in der Pfarrkirche empfangene hochwürdigste Sakrament des Altars, macht sich ein wenig bei Seite, nimmt es aus dem Munde und wickelt solches in sein Halstuch ein.

### II. Figur
Angekommen zu Hause, verbarg er dieses in einem hölzernen Becher und geht damit des Abends aus. Seinem Weibe vorgebend, dass er nach Christi Beispiel, diese Nacht auf freiem Felde im Gebeth zubringen wollte, schleicht sich aber heimlich in seines Nachbarn Mühle, setzt den Becher mit der heiligen Hostie unter den Mühlstuhl bei dem Gründel.

### III. Figur
Indem nun der Bösewicht hofft, dass Unglück in seines Nachbarn Mühle entstehen werde, dieses aber nicht geschah, sondern entgegengesetzt dieser immer mit mehr Glück und Seegen begabt wurde, nahm er nach Zerfließung bereits eines ganzen Jahres nämlich den 12. März abermals bei finstrer Nacht die heilige Hostie gleichsam Rache schnaubend heraus und das sie ja gewiss zermahlet werde, schob er solche unter den Mühlstein.

### IV. Figur
Der allmächtige Gott aber wollte diese Schmach, seinem hochwürdigsten Sakramente nicht widerfahren lassen, sondern bald darauf hörte man eine klägliche Stimme mit diesen Worten: „Hier werd ich zermahlt das höchste Gut.“ Der Müller erschrack darüber und merkte zugleich, dass die Stimme vom Mühlstein heraus komme, er hebt ihn auf, findet die heilige Hostie und den Becher daneben stehen.

### V. Figur
Der Müller voller Angst und Furcht, zeigt alles beim Ammann des Dorfes Beningen an. Dieser sagte nach eingenommenem Augenschein es dem Pfarrer, welcher ohne Verweihung Anstalt machte das hochwürdigste gebührend wie gewöhnlichen Weise mit Kreutz und Fahnen abzuholen. Der Müller aber wusste sich nicht zu helfen, daher er den die heilige Hostie in den Becher legte, mit dieser dem Dorfe zulief, wo auf halbem Wege ihm der Pfarrer begegnete. Dieser nimmt nicht ohne Verweis den Becher mit höchster Ehrerbiethung, und ums es wüdiglich zu Ehren, legt er die heilige Hostie auf ein geweihtes Paladium oder Corporal, wobei häufiges Blut über seine Hand hinunter floss. Sodann nahm der Priester die mit Blut gefärbte Hostie und trug sie mit höchstmöglicher Andacht in seine Pfarrkirche, an einen geziemenden Ort.

### VI. Figur
Damit der Glaube und die Wahrheit des allerheiligsten Sakrament des Altars, bei jedermann besser durch das Wunder erkannt, gemehrt und gestärkt werde, hat die, noch dazumal gut römisch-katholische, löbliche Reichsstadt Memmingen, um diese hochwürdige Wunderhostie ihnen zukommen zu lassen, andächtig angehalten, welches sie auch von Konrad dem sehr gottseligen Abt zu Ottobeuren, aus lauter Eifer die Ehre Gottes zu befördern, gutwillig erhielten. Also ist hierauf das so genannte Heilige Blut von den Memmingischen Pfarrherren mit großer Prozeßion, in Begleitung der ganzen Priesterschaft und Clerisea, auch einer Menge Volcks, von Beningen in die Stadt, und zwar in die St. Martinskirche transferiert und getragen worden. 

### VII. u. VIII. Figur
Als auch in Memmingen dieses heilige Gut höchstens verehrt wurde, geschahen durch dasselbe viele Wunder und Gnaden, davon ihre eigene alte Jahr- und Archivschriften, unterschiedlich und viel hiervon berichteten. Nämlich, dass ein todtes Kind und andere Todte, das Krumme, Blinde, Wassersüchtige mit dieser Wunderhostie bestrichen, lebendig, gerade, stehend und gesund wurden, auch kranke, welche aus dem Becher tranken, wurden wieder gesund.

### IX. Figur
Friedrich Bischof von Augsburg ist in eigener Person nach Memmingen gekommen, willens die hochheilige bluttriefende Hostie in ein silbernes Monstranz zu versetzen, und als er solches verrichtete, ist ihm auch wie dem Priester, aus dieser Hostie, das wunderwürdige Blut häufig über die Hände geflossen.

## Andere Sagenerzählungen zu dem Wunder
Andere Versionen dieser Sage behaupten, dass der andere Müller eine zweite Hostie während des Gottesdienstes stahl und diese unter seinen eigenen Mühlstein legte. Bei ihm soll die Hostie nicht um Gnade gefleht haben, sondern vom Mühlstein zermahlen worden sein. Als die Hostie zermahlen war, versank seine Mühle im Benninger Ried. An ihrer Stelle soll die Riedkapelle errichtet worden sein.